# Cerapoda stylata
Cerapoda stylata là một loài bướm đêm trong họ Noctuidae.